# Heinz Günthardt
Heinz Günthardt (Zurigo, 8 febbraio 1959) è un allenatore di tennis ed ex tennista svizzero.

## Carriera

### Tennista
In singolare ha ottenuto i migliori risultati nel 1985 quando è riuscito ad arrivare fino ai quarti di finale a Wimbledon e US Open, in questa specialità è riuscito a vincere cinque titoli su nove finali.
Nel doppio ottiene importanti vittorie, trionfa al Roland Garros 1981 insieme a Balázs Taróczy e nello stesso anno si ferma in finale agli US Open, in coppia con Peter McNamara.
Nel 1985 vince tre titoli dello Slam, il primo a Parigi insieme a Martina Navrátilová, il secondo a Wimbledon nuovamente in coppia con Balázs Taróczy e l'ultimo a New York con accanto la Navrátilová.
In Coppa Davis ha giocato sessantaquatro match con la squadra svizzera vincendone trentasei.

### Allenatore
È noto principalmente per la collaborazione con Steffi Graf iniziata nel 1992 fino al 1999, anno del ritiro della tennista tedesca. Durante quel periodo la campionessa ha vinto dodici titoli dello Slam.
Nel 2010 segue a tempo pieno l'ex numero uno al mondo Ana Ivanović che durante la stagione risale dalla posizione numero 65 alla numero 17.
L'anno successivo inizia una collaborazione con la tedesca Andrea Petković.

## Statistiche

### Singolare

#### Vittorie (5)
| Numero | Anno | Torneo                                                | Superficie  | Avversario in finale | Punteggio     |
| 1.     | 1978 | Springfield International Tennis Classic, Springfield | Sintetico   | Harold Solomon       | 6–3, 3–6, 6–2 |
| 2.     | 1980 | ATP Rotterdam, Rotterdam                              | Sintetico   | Gene Mayer           | 6–2, 6–4      |
| 3.     | 1980 | ATP Johannesburg, Johannesburg                        | Cemento     | Victor Amaya         | 6–4, 6–4      |
| 4.     | 1980 | Allianz Suisse Open Gstaad, Gstaad                    | Terra rossa | Kim Warwick          | 4–6, 6–4, 7–6 |
| 5.     | 1983 | Grand Prix de Tennis de Toulouse, Tolosa              | Cemento (i) | Pablo Arraya         | 6–0, 6–2      |

### Doppio

#### Vittorie (30)
| Numero | Anno | Torneo                                   | Superficie  | Compagno          | Avversari in finale                | Punteggio               |
| 1.     | 1979 | ATP Johannesburg, Johannesburg           | Cemento     | Colin Dowdeswell  | Raymond Moore Ilie Năstase         | 6–3, 7–6                |
| 2.     | 1979 | Swedish Open, Båstad                     | Terra rossa | Bob Hewitt        | Mark Edmondson John Marks          | 6–2, 6–2                |
| 3.     | 1979 | Generali Open, Kitzbühel                 | Terra rossa | Željko Franulović | Dick Crealy Antonio Zugarelli      | 6–2, 6–4                |
| 4.     | 1980 | BMW Open, Monaco di Baviera              | Terra rossa | Bob Hewitt        | David Carter Chris Lewis           | 7–6, 6–1                |
| 5.     | 1980 | Swedish Open, Båstad                     | Terra rossa | Markus Günthardt  | John Feaver Peter McNamara         | 6–4, 6–4                |
| 6.     | 1980 | Stockholm Open, Stoccolma                | Sintetico   | Paul McNamee      | Robert Lutz Stan Smith             | 6–7, 6–3, 6–2           |
| 7.     | 1981 | Monte Carlo Masters, Monte Carlo         | Terra rossa | Balázs Taróczy    | Pavel Složil Tomáš Šmíd            | 6–3, 6–3                |
| 8.     | 1981 | Open di Francia, Parigi                  | Terra rossa | Balázs Taróczy    | Terry Moor Eliot Teltscher         | 6–2, 7–6, 6–3           |
| 9.     | 1981 | Allianz Suisse Open Gstaad, Gstaad       | Terra rossa | Markus Günthardt  | David Carter Paul Kronk            | 6–4, 6–1                |
| 10.    | 1981 | Dutch Open, Hilversum                    | Terra rossa | Balázs Taróczy    | Raymond Moore Andrew Pattison      | 6–0, 6–2                |
| 11.    | 1981 | ATP Volvo International, North Conway    | Terra rossa | Peter McNamara    | Pavel Složil Ferdi Taygan          | 7–5, 6–4                |
| 12.    | 1981 | ATP World of Doubles, Sawgrass           | Terra rossa | Peter McNamara    | Robert Lutz Stan Smith             | 7–6, 3–6, 7–6, 5–7, 6–4 |
| 13.    | 1981 | Geneva Open, Ginevra                     | Terra rossa | Balázs Taróczy    | Pavel Složil Tomáš Šmíd            | 6–4, 3–6, 6–2           |
| 14.    | 1981 | Japan Open Tennis Championships, Tokyo   | Terra rossa | Balázs Taróczy    | Larry Stefanki Robert Van't Hof    | 3–6, 6–2, 6–1           |
| 15.    | 1982 | Masters Doubles WCT, Londra              | Sintetico   | Balázs Taróczy    | Kevin Curren Steve Denton          | 6–7, 6–3, 7–5, 6–4      |
| 16.    | 1982 | Milan Indoor, Milano                     | Sintetico   | Peter McNamara    | Mark Edmondson Sherwood Stewart    | 7–6, 7–6                |
| 17.    | 1982 | Internazionali d'Italia, Roma            | Terra rossa | Balázs Taróczy    | Wojciech Fibak John Fitzgerald     | 6–4, 4–6, 6–3           |
| 18.    | 1983 | Masters Doubles WCT, Londra              | Sintetico   | Balázs Taróczy    | Brian Gottfried Raúl Ramírez       | 6–3, 7–5, 7–6           |
| 19.    | 1983 | Brussels Indoor, Bruxelles               | Sintetico   | Balázs Taróczy    | Hans Simonsson Mats Wilander       | 6–2, 6–4                |
| 20.    | 1983 | Monte Carlo Masters, Monte Carlo         | Terra rossa | Balázs Taróczy    | Henri Leconte Yannick Noah         | 6–2, 6–4                |
| 21.    | 1983 | Madrid Tennis Grand Prix, Madrid         | Terra rossa | Pavel Složil      | Markus Günthardt Zoltán Kuhárszky  | 6–3, 6–3                |
| 22.    | 1983 | Hamburg Masters, Amburgo                 | Terra rossa | Balázs Taróczy    | Mark Edmondson Brian Gottfried     | 7–6, 4–6, 6–4           |
| 23.    | 1983 | Dutch Open, Hilversum                    | Terra rossa | Balázs Taróczy    | Jan Kodeš Tomáš Šmíd               | 3–6, 6–2, 6–3           |
| 24.    | 1983 | Grand Prix de Tennis de Toulouse, Tolosa | Cemento (i) | Pavel Složil      | Bernard Mitton Butch Walts         | 5–7, 7–5, 6–4           |
| 25.    | 1984 | Allianz Suisse Open Gstaad, Gstaad       | Terra rossa | Markus Günthardt  | Givaldo Barbosa João Soares        | 6–4, 3–6, 7–6           |
| 26.    | 1985 | Indian Wells Masters, La Quinta          | Cemento     | Balázs Taróczy    | Ken Flach Robert Seguso            | 3–6, 7–6, 6–3           |
| 27.    | 1985 | Milan Indoor, Milano                     | Sintetico   | Anders Järryd     | Broderick Dyke Wally Masur         | 6–2, 6–1                |
| 28.    | 1985 | Wimbledon, Londra                        | Erba        | Balázs Taróczy    | Pat Cash John Fitzgerald           | 6–4, 6–3, 4–6, 6–3      |
| 29.    | 1986 | Masters Doubles WCT, Londra              | Sintetico   | Balázs Taróczy    | Paul Annacone Christo van Rensburg | 6–4, 1–6, 7–6, 6–7, 6–4 |
| 30.    | 1986 | Generali Open, Kitzbühel                 | Terra rossa | Tomáš Šmíd        | Hans Gildemeister Andrés Gómez     | 4–6, 6–3, 7–6           |